# イリノイ州知事
イリノイ州知事 (英語: Governor of Illinois) は、アメリカ合衆国のイリノイ州における州知事。イリノイ州の行政府の長であり、イリノイ州兵の最高司令官でもある。

## 概説
1809年3月1日にイリノイ州の前身であるイリノイ準州が成立し、1818年に州に昇格するまで存続した。その間のイリノイ準州知事 (Governor of the Territory of Illinois) はその期間を通してニニアン・エドワーズであった。なお、1809年3月から6月までのエドワーズ着任前の期間、ナサニエル・ポープが代理を務めている。
1818年12月3日にイリノイ州は州に昇格し、イリノイ準州の残りの地域はミシガン準州となった。
1818年に制定されたイリノイ州憲法 (Constitution of Illinois) で、州知事は4年おきに改選され、その任期は選挙後の12月の第1月曜日に開始することとされた。1848年の州憲法改正で、任期の開始日は1月の第2月曜日に移された。当初は州知事の再選は禁じられていたが、1870年の州憲法改正でその制限は取り払われた。

## イリノイ州知事の一覧
以下は州昇格後のイリノイ州知事 (Governor of the State of Illinois) である。
| 代 | 氏名                                 | 在任期間 | 在任期間 | 所属政党   |
| -- | ------------------------------------ | -------- | -------- | ---------- |
| 1  | シャドラッチ・ボンド                 | 1818年   | 1822年   | 民主共和党 |
| 2  | エドワード・コールズ                 | 1822年   | 1826年   | 民主共和党 |
| 3  | ニニアン・エドワーズ                 | 1826年   | 1830年   | 民主共和党 |
| 4  | ジョン・レイノルズ                   | 1830年   | 1834年   | 民主党     |
| 5  | ウィリアム・ユーイング               | 1834年   | 1834年   | 民主党     |
| 6  | ジョゼフ・ダンカン                   | 1834年   | 1838年   | 民主党     |
| 7  | トマス・カーリン                     | 1838年   | 1842年   | 民主党     |
| 8  | トマス・フォード                     | 1842年   | 1846年   | 民主党     |
| 9  | オーガスタス・フレンチ               | 1846年   | 1853年   | 民主党     |
| 10 | ジョエル・オールドリッチ・マッテソン | 1853年   | 1857年   | 民主党     |
| 11 | ウィリアム・ヘンリー・ビッセル       | 1857年   | 1860年   | 共和党     |
| 12 | ジョン・ウッド                       | 1860年   | 1861年   | 共和党     |
| 13 | リチャード・イェーツ                 | 1861年   | 1865年   | 共和党     |
| 14 | リチャード・オグレズビー             | 1865年   | 1869年   | 共和党     |
| 15 | ジョン・パーマ－                     | 1869年   | 1873年   | 共和党     |
| 16 | リチャード・オグレズビー             | 1873年   | 1873年   | 共和党     |
| 17 | ジョン・ロウリー・ベヴェリッジ       | 1873年   | 1877年   | 共和党     |
| 18 | シェルビー・ムーア・クロム           | 1877年   | 1883年   | 共和党     |
| 19 | ジョン・マーシャル・ハミルトン       | 1883年   | 1885年   | 共和党     |
| 20 | リチャード・オグレズビー             | 1885年   | 1889年   | 共和党     |
| 21 | ジョゼフ・ファイファー               | 1889年   | 1893年   | 共和党     |
| 22 | ジョン・ピーター・オルトゲルド       | 1893年   | 1897年   | 民主党     |
| 23 | ジョン・タナー                       | 1897年   | 1901年   | 共和党     |
| 24 | リチャード・イェイツ                 | 1901年   | 1905年   | 共和党     |
| 25 | チャールズ・デニーン                 | 1905年   | 1913年   | 共和党     |
| 26 | エドワード・ダン                     | 1913年   | 1917年   | 民主党     |
| 27 | フランク・ローデン                   | 1917年   | 1921年   | 共和党     |
| 28 | レン・スモール                       | 1921年   | 1929年   | 共和党     |
| 29 | ルイス・エマーソン                   | 1929年   | 1933年   | 共和党     |
| 30 | ヘンリー・ホーナー                   | 1933年   | 1940年   | 民主党     |
| 31 | ジョン・ステル                       | 1940年   | 1941年   | 民主党     |
| 32 | ドワイト・グリーン                   | 1941年   | 1949年   | 共和党     |
| 33 | アドレー・スティーブンソン           | 1949年   | 1953年   | 民主党     |
| 34 | ウィリアム・ストラットン             | 1953年   | 1961年   | 共和党     |
| 35 | オットー・カーナー                   | 1961年   | 1968年   | 民主党     |
| 36 | サミュエル・シャピロ                 | 1968年   | 1969年   | 民主党     |
| 37 | リチャード・ビュエル・オギルヴィー   | 1969年   | 1973年   | 共和党     |
| 38 | ダニエル・ウォーカー                 | 1973年   | 1977年   | 民主党     |
| 39 | ジェイムズ・トンプソン               | 1977年   | 1991年   | 共和党     |
| 40 | ジェイムズ・エドガー                 | 1991年   | 1999年   | 共和党     |
| 41 | ジョージ・ライアン                   | 1999年   | 2003年   | 共和党     |
| 42 | ロッド・ブラゴジェビッチ             | 2003年   | 2009年   | 民主党     |
| 43 | パット・クイン                       | 2009年   | 2015年   | 民主党     |
| 44 | ブルース・ローナー                   | 2015年   | 2019年   | 共和党     |
| 45 | J.B.プリツカー                       | 2019年   | 現職     | 民主党     |